# 遠竹郁夫
遠竹 郁夫（とおたけ いくお、1943年（昭和18年）4月10日 - ）は、日本の元航空自衛官である。鹿児島県出身。第26代航空幕僚長。現在は埼玉県在住。

## 略歴
- 1967年（昭和42年）3月：防衛大学校卒業（第11期）、航空自衛隊入隊（45期幹候）
- 1978年（昭和53年）7月：3等空佐
- 1982年（昭和57年）7月：2等空佐
- 1986年（昭和61年）7月：1等空佐
- 1987年（昭和62年）8月1日：中部航空方面隊司令部防衛部防衛班長
- 1988年（昭和63年）7月7日：航空幕僚監部人事教育部人事課人事第1班長
- 1990年（平成02年）3月16日：中部航空警戒管制団基地業務群司令
- 1991年（平成03年）3月16日：航空幕僚監部人事教育部厚生課長
- 1992年（平成04年）6月16日：空将補に昇任
- 1993年（平成05年）3月24日：北部航空方面隊司令部幕僚長
- 1994年（平成06年）7月1日：航空救難団司令
- 1995年（平成07年）6月30日：航空幕僚監部防衛部長
- 1997年（平成09年）7月1日：空将に昇任、中部航空方面隊司令官
- 1999年（平成11年）7月9日：航空幕僚副長
- 2001年（平成13年）3月27日：第26代航空幕僚長に就任
- 2003年（平成15年）3月27日：退官。2012年現在、公益社団法人隊友会常務理事。
- 2014年（平成26年）4月29日：瑞宝重光章受章[2]

## 栄典
- レジオン・オブ・メリット・コマンダー - 2002年（平成14年）4月16日
- 瑞宝重光章 - 2014年（平成26年）4月29日